# Blizna (przystanek kolejowy)
Blizna – przystanek kolejowy w Strękowiźnie, w województwie podlaskim, w Polsce.

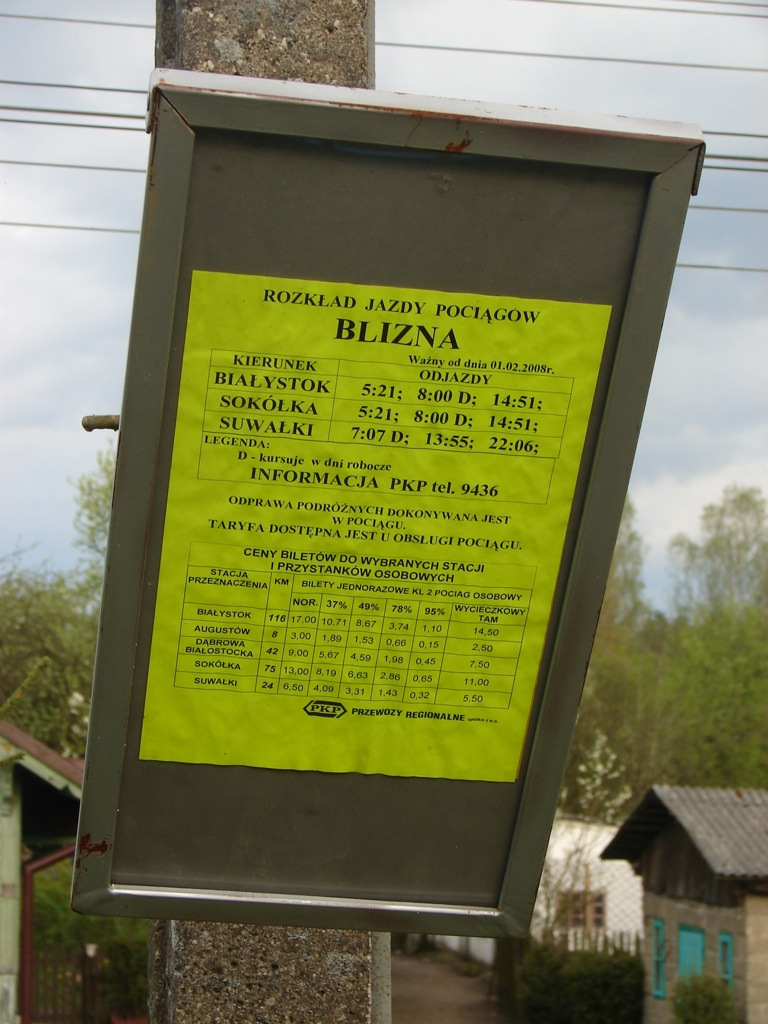
Tablica z rozkładem jazdy umieszczona na jednym ze słupów

## Ruch pasażerski
| Rok  | Wymiana pasażerska na dobę |
| ---- | -------------------------- |
| 2017 | 0-9                        |
| 2022 | 0-9                        |